# 46 (số)
46 (bốn mươi sáu) là một số tự nhiên ngay sau 45 và ngay trước 47.